# Strumpfbandkegel
Der Strumpfbandkegel oder die Strumpfband-Kegelschnecke (Conus genuanus, „guineischer Kegel“) ist eine Schnecke aus der Familie der Kegelschnecken (Gattung Conus), die im östlichen Atlantischen Ozean an der Küste Westafrikas verbreitet ist.

## Merkmale
Conus genuanus trägt ein mittelgroßes, mäßig schweres, glänzendes Schneckenhaus, das bei ausgewachsenen Schnecken 3 bis 7,5 cm Länge erreicht. Der Körperumgang ist niedrig kegelförmig, der Umriss konvex. Mit Ausnahme weniger flacher, spiraliger Rippen an der Basis und manchmal schwerer axialer Fäden und Wachstumsstreifen ist er glatt. Die Schulter ist breit, rund bis rund gewinkelt, oben flach oder konvex und hebt sich nicht deutlich vom Gewinde ab. Das Gewinde ist niedrig bis mittelhoch und stark zugespitzt, sein Umriss gerade bis leicht konkav. Die Oberseiten der Umgänge sind flach bis leicht konvex und mit sehr feinen, unauffälligen spiraligen und axialen Fäden überzogen. Die frühen Umgänge erodieren. Die Gehäusemündung ist meist an der Schulter schmaler als an der Basis, ihre äußere Lippe scharfkantig, dünn und leicht konvex. Die Spindel ist recht lang, schmal und an der inneren Lippe leicht eingekerbt.
Die Grundfarbe des Gehäuses ist rosa-braun bis bläulich-grau, meist mit breiten, undeutlichen olivfarbenen Banden oberhalb und unterhalb der Mitte. Die Basis ist weißlich, der Körperumgang in größeren Abständen mit etwa 10 bis 20 spiraligen  Reihen viereckiger schwarzer Striche, Balken und Punkte mit meist mindestens zwei unterschiedlichen Größen überzogen, die einander in verschiedener Weise abwechseln. Die schwarzen Balken wechseln oft in einer Reihe mit weißen Balken ab, in denen sich kleine runde schwarze Punkte befinden. Die Schulter und die Umgänge des Gewindes sind am Rand mit Reihen abwechselnd schwarzer und weißer Striche gezeichnet. Am Gewinde dinden sich auch Spuren undeutlicher axialer ovilfarbener Flecken, während die erodierten frühen Umgänge weiß werden. Das Innere der Gehäusemündung ist bläulich-grau bis rosa-braun, meist blass, der Lippenrand oft rötlich-braun.

## Verbreitung und Lebensraum
Conus genuanus ist im östlichen Atlantischen Ozean an der Küste Westafrikas von den Kanarischen Inseln und Kapverdischen Inseln bis nach Angola verbreitet. Er lebt in der Gezeitenzone und etwas darunter bis in Meerestiefen von etwa 20 m auf schlammigen und sandigen Untergründen.

## Ernährung
Fressverhalten und Beute von Conus genuanus sind bisher nicht direkt beobachtet worden. Aus der Form der Radulazähne, mit denen die Kegelschnecken Gift in ihre Opfer injizieren, wird geschlossen, dass der Strumpfbandkegel wahrscheinlich Vielborster aus der Familie der Feuerborstenwürmer (Amphinomidae) frisst.